# Công đồng Lateranô IV
Công đồng Lateran IV do Giáo hoàng Innôcentê III triệu tập 10/04/1213 và khai mạc vào 11/11/1215 tại Laterano. Công đồng có 412 đại biểu chính thức (Hồng y, thượng phụ, Tổng giám mục và Giám mục) cùng với 800 đan viện phụ, bề trên, hạt trưởng tham dự các khoá họp từ 11 đến 30 tháng 11. Công bố 70 điều khoản.
Nội dung của Công đồng:
1. Ban bố bản "Tuyên Ngôn Đức Tin" và phản đối hai tư tưởng dị đoan (Catheri và Waldenses).
2. Quy định việc xưng tội mỗi năm và rước lễ mùa Phục Sinh.
3. Canh tân và bồi dưỡng giới Giáo sĩ, củng cố mối tương quan giữa Giám mục và Tu sĩ.
4. Thúc đẩy công bằng xã hội (quan tâm về đời sống Hôn Nhân mật thiết, ngăn chặn Hôn Nhân huyết thống)
5. Lần đầu tiên, Công đồng nói đến từ "chuyển bản thể" trong bí tích Thánh Thể.